# Abdij van Metten

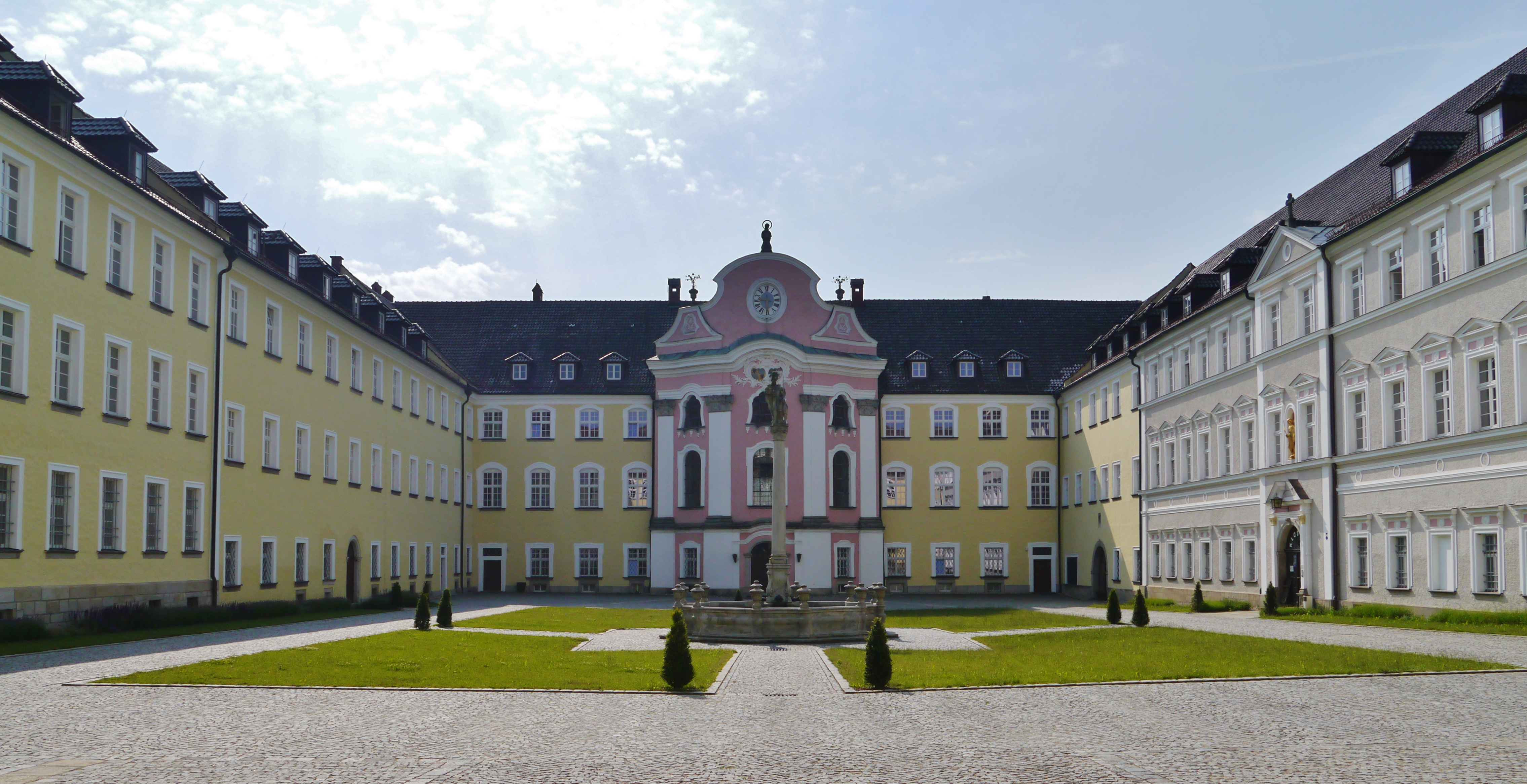
Binnenhof van de abdij van Metten

De abdij van Metten (Duits: Kloster Metten, Abtei zum heiligen Erzengel Michael) is een benedictijnenabdij in de gemeente Metten in Beieren gelegen in het bisdom Regensburg. De abdij ligt tussen de uitlopers van het Beierse Woud en het Donaudal, zo'n vijf kilometer ten noordwesten van Deggendorf wat de dichtstbijgelegen stad is. De abdij en de abdijkerk zijn gewijd aan de aartsengel Michaël. De abdij van Metten behoort tot de Beierse Congregatie.
Aan de abdij is een gymnasium, een school voor secundair onderwijs, verbonden met kostschool.

## Geschiedenis
Een eerste klooster zou door de priester en edelman Gamelbert opgericht zijn in 766. Hij had daarbij de steun en bescherming van hertog Tassilo III. De eerste monniken waren mogelijk van de abdij van Reichenau. Karel de Grote verleende de abdij in 792 koninklijke bescherming en rijksonmiddellijke soevereiniteit. Het bezit, en de rechten van de abdij werden in 837 door keizer Lodewijk de Vrome bevestigd en diens zoon koning Lodewijk de Duitser garandeerde in 850 de abdij de vrije abtskeuze. De monniken streefden naar de kolonisatie en bekering van het Beierse Woud.